# 短尾鱥
短尾鱥（学名：Phoxinus brachyurus）为輻鰭魚綱鯉形目雅羅魚科鱥屬的鱼类。被IUCN列為易危保育類動物，主要分布於亞洲，在中国，分布于新疆乌鲁木齐等。该物种的模式产地在伊犁河流域。棲息在沙漠池塘、湧泉或灌溉溝渠，繁殖期在3、4月，體長可達8.4公分。